# Eflúvio
Eflúvio ou deflúvio é o termo dermatológico para designar a perda de cabelos decorrente de um distúrbio no ciclo de vida capilar. Existem dois tipos de eflúvio: anágeno e telógeno, na dependência de qual segmento do ciclo capilar está sendo acometido.
O eflúvio anágeno é característico nos pacientes submetidos à quimioterapia. Contudo, pode ocorrer em diversas situações: medicamentos, inflamação e infecção aguda sistêmica. O eflúvio telógeno, mais comum e predominando no sexo feminino, tem como principais causas a deficiência nutricional (anemia), estresse emocional e alterações hormonais (por exemplo, tireóide).

## Diagnóstico
A queixa mais comum do paciente é a perda moderada a intensa dos cabelos de maneira difusa, sem apresentar sintomas associados.
O diagnóstico é eminentemente clínico realizado por um dermatologista. Eventualmente a análise microscópica do cabelo pode ser aventada pelo médico. Análise bioquímica pode ser útil em alguns casos. O principal diagnóstico diferencial se faz com a alopecia androgenética.

### Tratamento
O eflúvio tende a ter uma boa evolução com o tratamento.